# Прометей (футбольный клуб, Люберцы)
«Прометей» — советский футбольный клуб из Люберец. Основан в 1989 году при Управлении механизированных работ треста «Центргазпромстроя».
Основу команды составили воспитанники московского футбола, в основном СДЮШОР "Динамо". В 1990 году команда заняла 3 место в турнире «Футбол России». В составе были Валерий Шалин, Олег Твердохлебов, Олег Денисов, сын Вячеслава Колоскова Вячеслав Колосков-младший. Главным тренером был Владимир Алексеевич Ложников.
Сезон-1991 «Прометей» провёл в 6 зоне второй низшей лиги заявился во вторую лигу,  команду возглавил Алексей Петрушин. В «Прометее» играли воспитанник команды Томилинской птицефабрики Александр Герасимов, Вячеслав Данилин, Александр Молодцов, Виктор Пышкин. В марте команда сыграла четыре товарищеских матча во Вьетнаме — две победы, две ничьих.
Начальником команды был Владимир Михайлович Переменин, администратором — Юрий Воропаев. Тренером-селекционером — журналист Валерий Макарович Березовский.
1990 год и в начале 1991-го домашним стадионом был «Торпедо», с осени — «Искра». По итогам сезона команда заняла 10-е место.